# Distensión abdominal
La distensión abdominal ocurre cuando sustancias, como aire (gas) o líquido, se acumulan en el abdomen causando su expansión. Por lo general, es un síntoma de una enfermedad o disfunción subyacente en el cuerpo, en lugar de una enfermedad en sí misma. Las personas que padecen esta afección a menudo la describen como sentir «hinchazón». Las víctimas a menudo experimentan una sensación de plenitud, presión abdominal y posiblemente náuseas, dolor o calambres. En los casos más extremos, la presión ascendente sobre el diafragma y los pulmones también puede causar dificultad para respirar. A través de una variedad de causas (ver más abajo), la hinchazón se debe más comúnmente a la acumulación de gas en el estómago, el intestino delgado o el colon. La sensación de presión a menudo se alivia, o al menos disminuye, por eructos o flatulencias. Los medicamentos que depositan gases en el estómago y los intestinos también se usan comúnmente para tratar las molestias y disminuir la distensión abdominal.

## Causas

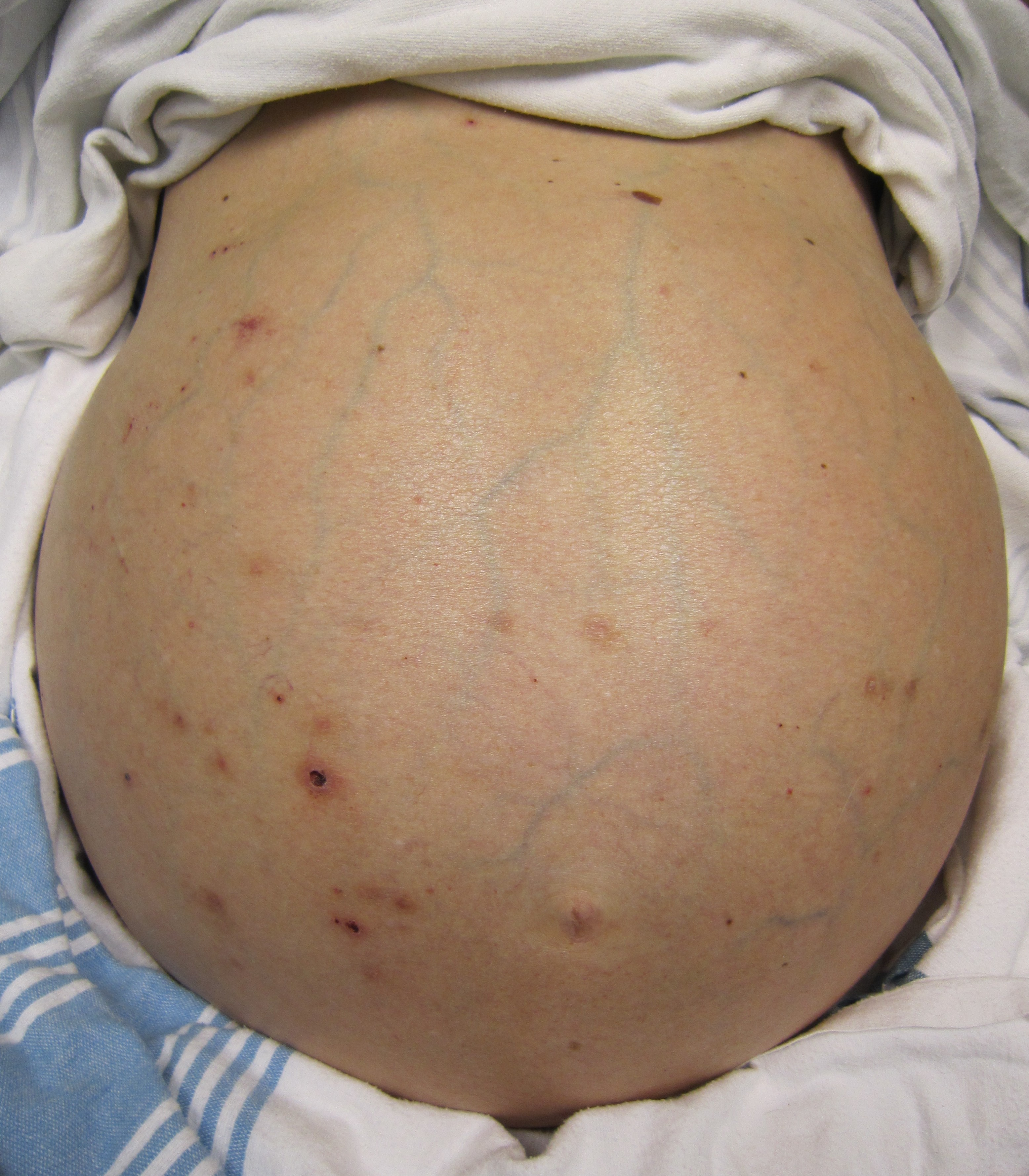
Distensión abdominal

Los expertos creen que una causa importante de hinchazón anormal es comer en exceso y tragar aire, conocida como aerofagia. Otras causas de hinchazón incluyen enfermedades inflamatorias del intestino como la enfermedad de Crohn y colitis ulcerosa, síndrome del intestino irritable, diabetes, dispepsia funcional o estreñimiento transitorio. En casos raros, la hinchazón puede ocurrir en personas que tienen intolerancia a la leche (intolerancia a la lactosa), infecciones parasitarias como giardia, intoxicación alimentaria (bacterias), enfermedad celíaca, úlcera péptica grave, obstrucción intestinal o después de ciertos tipos de cirugía abdominal. 
La insuficiencia cardíaca y la cirrosis también son una causa común de distensión. En ambos trastornos, el líquido se acumula en el abdomen y crea una sensación de plenitud. La distensión abdominal también puede ser un síntoma de cáncer de ovario. Las mujeres son más propensas a la hinchazón y a menudo identifican estos síntomas durante la menstruación. Algunas personas que desarrollan distensión pueden tener poca motilidad de sus intestinos o pueden ser hipersensibles a las sensaciones intestinales. Ciertos medicamentos, como los antidepresivos y los antiespasmódicos, pueden contribuir a reducir la motilidad intestinal. Los estudios han demostrado que tragar aire durante la comida o retrasar el vaciado del estómago por hiperacidez provoca hinchazón después de una comida. Las personas que están estreñidas también se quejan de hinchazón. En algunas personas que son hipersensibles, cualquier volumen de aire puede percibirse como plenitud y puede que no haya distensión abdominal real. 
La distensión abdominal (o "abdomen distendido") puede ser un signo de muchas otras afecciones, que incluyen: 
- Ascitis
- Infección por Capillaria philippinensis
- Enfermedad celíaca
- Coccidiosis
- Fibrosis quística
- Diverticulitis
- Gastroenteritis eosinofílica
- Fascioliasis
- Gastroparesia
- Giardiasis
- Anquilostomiasis
- Enfermedad inflamatoria intestinal (enfermedad de Crohn y colitis ulcerosa)
- Cálculos renales
- Kwashiorkor
- Intolerancia a la lactosa
- Intestino obstruido
- Cáncer de ovarios
- Enfermedad hepática poliquística
- El embarazo
- Síndrome premenstrual
- Infección por Pseudomonas aeruginosa
- Sobrecrecimiento bacteriano intestinal
- Estrongiloidiasis
- Esprúe tropical
- Aumento de peso
- Enfermedad de Whipple

## Diagnóstico
El primer paso en el diagnóstico es determinar la etiología de la distensión abdominal. Después de hacer un diagnóstico diferencial de distensión abdominal, es importante llevar un historial médico cuidadoso. Estas son las causas más comunes de distensión abdominal clasificadas como una causa subyacente y como una enfermedad secundaria. Como causa subyacente de la enfermedad: 
- Estreñimiento
- Intolerancia a la lactosa y otras intolerancias alimentarias
- Comer en exceso (debido a la sobreproducción de gases en el proceso de digestión)

Como causa secundaria de enfermedad: 
- Enfermedad celíaca
- ERGE (enfermedad por reflujo gastroesofágico)
- La enfermedad de úlcera péptica
- Acumulación de líquido en la cavidad peritoneal (p. ej., ascitis)

## Tratamiento
La hinchazón no es potencialmente mortal. En la mayoría de los casos, la hinchazón se puede manejar con remedios caseros simples y cambios en el estilo de vida. La hinchazón persistente o recurrente puede ser causada por parásitos intestinales, otras infecciones u otras afecciones médicas. 

### Alimentos
Se sabe que ciertos alimentos empeoran la hinchazón. Los componentes mal digeridos de muchos alimentos se excretan en el intestino grueso, donde son degradados por bacterias, produciendo un exceso de gas. Dependiendo del componente no digerido, esto puede afectar el olor y el volumen de gas creado. El consumo excesivo de fibra en la dieta es una causa conocida de eructos, gases e hinchazón. Se sabe que muchas verduras causan hinchazón debido a los altos niveles de fibra y azúcares no digeribles como la rafinosa (por ejemplo, frijoles, repollo, brócoli).
Hay muchas personas que no pueden tolerar los productos lácteos debido a la intolerancia a la lactosa. Dichos alimentos deben eliminarse de la dieta si se desarrollan síntomas. 

### Medicamentos
Para algunas personas, los síntomas recurrentes de distensión empeoran su calidad de vida y, por lo tanto, muchos recurren a suplementos o medicamentos para la salud. Los suplementos dietéticos que contienen varias enzimas, por ejemplo Beano, están formulados para ayudar a descomponer los carbohidratos complejos y las verduras a fin de reducir las sustancias en el intestino que causan el sobrecrecimiento bacteriano y la hinchazón posterior. Aunque estas enzimas pueden ayudar a reducir los gases y eructos, no siempre pueden reducir la hinchazón. 
Otras fórmulas de venta libre recomendadas para la hinchazón incluyen simeticona y carbón activado. Los probióticos también se usan para tratar la hinchazón según la teoría de que una mejor flora intestinal mejorará la digestión y disminuirá la generación de gases. 
Se ha encontrado que los antidepresivos en dosis bajas ayudan a algunas personas. Estos agentes alteran la percepción intestinal de la plenitud y pueden ayudar a aliviar la ansiedad y la aprensión. 